# Wilhelm Boppel

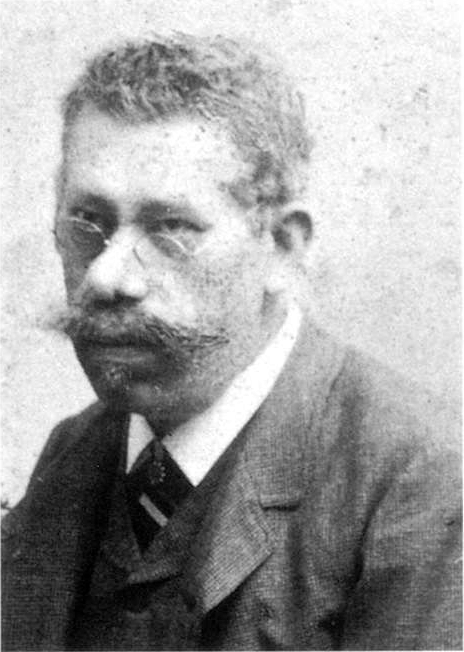
Wilhelm Boppel (um 1886)

Wilhelm Boppel (* 20. Mai 1841 in Eichelberg bei Bruchsal; † 3. Dezember 1896 in Gmünd (heute Schwäbisch Gmünd)) war ein Fotograf, und Drucker in Gmünd mit einer zeitweiligen Filiale in Heidenheim an der Brenz. Wilhelm Boppel hinterließ der Nachwelt beinahe exklusiv für die Region Schwäbisch Gmünd fotorealistische Bild-Dokumente, Porträts der Bevölkerung aus der zweiten Hälfte des 19. Jh., insbesondere aus der Zeit des jungen Deutschen Kaiserreichs. Er war der Vater des Fotografen Alfred Boppel und der Onkel der Fotografen Stefan Krill und Johannes Boppel.

## Leben und Wirken

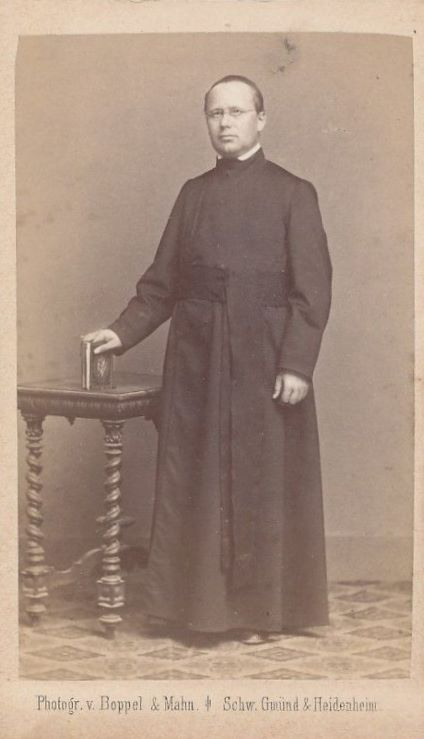
Noch unidentifizierter katholischer Priester, Atelieraufnahme von Boppel und Mahn in Schwäbisch Gmünd, ca. 1866–1868

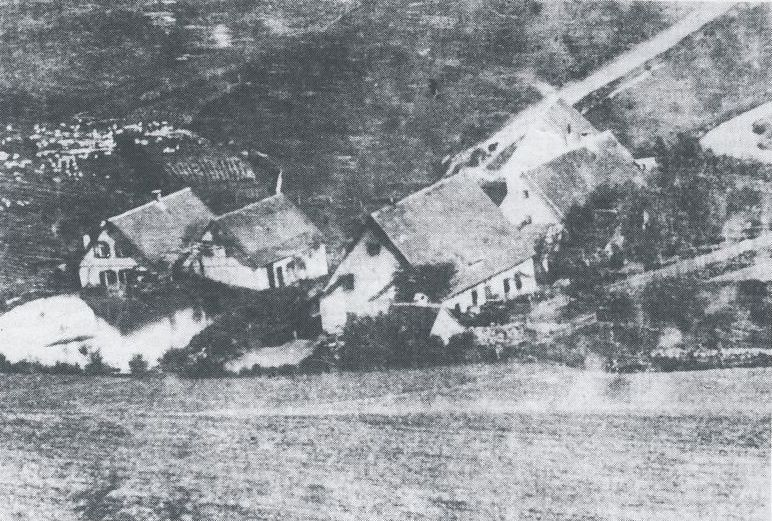
Ziegelhütte Oberkochen (1876)

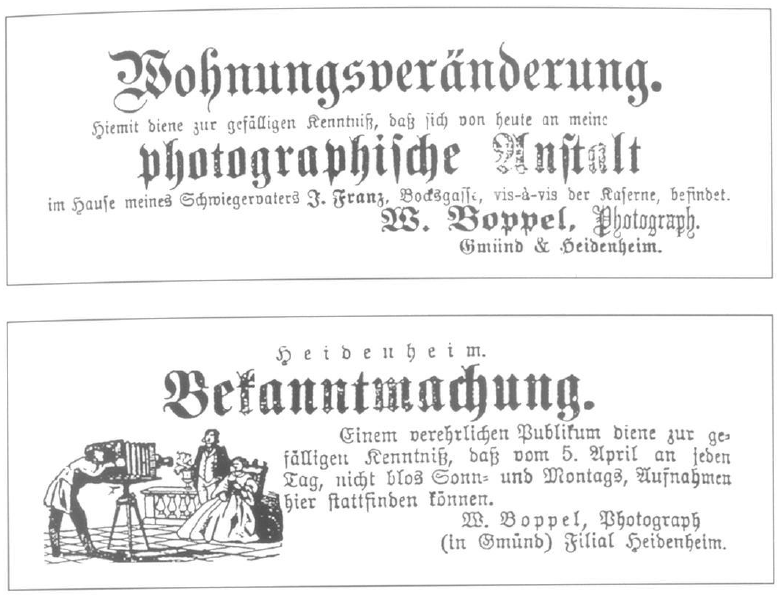
Anzeigen von Wilhelm Boppel

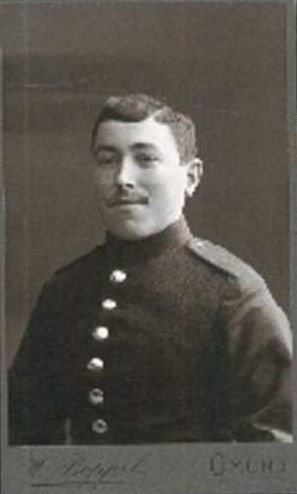
Soldatenfoto

### Jugend
Wilhelm Boppel war ein Sohn eines Bauern aus Eichelberg. Als junger Mann kam er nach Stuttgart, wo er wahrscheinlich bei Johann Bleibel eine Fotografenlehre machte. Seit dem 7. August 1865 war er mit dem ständigen Wohnsitz in Gmünd gemeldet, wo er die Gmünder Filiale von Bleibel betreute, die sich im Hause des Kaufmanns Pittl im Freudental 8 befand.
Als Bleibel seine Gmünder Filiale im September 1866 aufgab, konnte er das Atelier zusammen mit dem Porzellanmaler Gottlieb Mahn übernehmen. Dessen Aufgabe war es, durch künstlerische Bildretuschen an den Porträts jeden Kunden zufrieden zu stellen. Offensichtlich in der Überzeugung, dass das Ansehen von Bleibel genug Kunden ins Atelier lockt, warben Boppel & Mahn anders als ihre Berufskollegen nur wenig in der Lokalpresse. Die Rechnung ist offensichtlich nicht aufgegangen, da die zu bezahlende Steuer im ersten (allerdings unvollständigen) Geschäftsjahr 1866 nur 4 fl und 18 kr betrug.
Um weitere Kunden zu gewinnen, eröffneten Boppel und Mahn 1867 eine Filiale in Heidenheim. Der in Heidenheim ansässige Lithograph Alexander Schäffer ließ dort auf ihre Kosten ein als Atelier geeignetes Glashaus in seinem Garten errichteten, so dass an zwei Tagen pro Woche (sonntags und montags) bei jeder Witterung Fotos aufgenommen werden konnten, die dann wohl in Gmünd entwickelt wurden.
Im Mai 1868 heiratete Boppel im badischen Zeutern Maria Franz, die Tochter des Gmünder Glasermeisters Johann Franz. 1869 trennte sich Boppel von Mahn und betrieb die beiden Geschäfte allein. Im Dezember des gleichen Jahres eröffnete er ein neues Atelier im Haus seines Schwiegervaters in der Bocksgasse 777, vis-à-vis der Kaserne im ehemaligen Prediger-Kloster. Dazu wurde das Hintergebäude, das eigentlich im von der Bocksgasse abzweigenden Sonnengässle stand, umgebaut. Der Standort war wegen der unmittelbaren Nähe zur Kaserne (Rekruten brauchten Fotos) und zu zwei Kirchen (Trauungen waren eine beliebte Gelegenheit, Fotos zu bestellen) sehr günstig. Ein weiterer Schritt in Richtung Erfolg war die Entscheidung, das Atelier in Heidenheim anstatt nur an zwei Tagen in der Woche jeden Tag zu öffnen. Dazu musste er allerdings einen Fotografen einstellen.

### Erfolg
Um das Geschäft attraktiver zu machen und etwas dabei zu verdienen, verkaufte Boppel Abzüge der von anderen Fotografen angefertigten Porträts bekannter Persönlichkeiten. 1870 bekam er z. B. von Paul Sinner das ausschließliche Recht, dessen Porträt des neuen Rottenburger Bischofs Karl Joseph Hefele in unterschiedlichen Größen in Gmünd zu vertreiben. Selbst machte er noch im gleichen Jahr eine Serie von Fotos, die französische Kriegsgefangene im Lager in Gmünd und speziell die Gefangen afrikanischer Herkunft als Kuriosität zeigte, und vertrieb sie als Postkarten.
1875 gab Wilhelm Boppel das Atelier in Heidenheim auf und konzentrierte sich ganz auf Gmünd. Der Erfolg, den er mit Porträtfotografie hatte, veranlasste ihn, andere Sparten der Fotografie, wie Architekturfotografie, die er früher gelegentlich betrieb, und Katalogfotografie ganz seinem Hauptkonkurrenten Carl Jäger zu überlassen. Da er alle Sparten der Porträtfotografie abdecken wollte, auch die Kinderporträts, die damals aufgrund der langen Belichtungszeiten von bis zu einigen Sekunden, für einen Fotografen eine besondere Herausforderung darstellte, bat er in einer Anzeige seine Kunden, die Kinder nur bei gutem Wetter zum Fotografieren zu bringen – bei gutem Wetter war die Belichtungszeit kürzer und dadurch die Gefahr des Verwackelns geringer.
Der Erfolg zwang Boppel einerseits dazu, sich Personal zu beschaffen, andererseits auch zu neuen Investitionen. Eine günstige Möglichkeit zur Personalerweiterung waren Lehrlinge, die er seit diesem Zeitpunkt intensiver ausbildete. Die meisten davon wie Engelbert Boppel (Lehrling ab 1869), Franz Boppel (ab 1874), Johannes Boppel, Stefan Krill (beide ab 1877), Emil Boppel (ab 1886) waren seine Neffen. Für die aus den badischen Dörfern stammende Jungen war das eine willkommene Möglichkeit des Aufstiegs. Nicht alle von ihnen sind Fotografen geworden bzw. geblieben. Außer einen seiner Söhne bildete Boppel mindestens noch zwei mit ihm nicht verwandte Fotografen aus: Heinrich Eisenwein (ab 1885) und Hermann Roth (ab 1890). Boppel hatte meistens nur einen Angestellten, eben den Lehrling, der vor allem Hilfsarbeiten, darunter auch Entwickeln, Kopieren und auf Karton aufziehen, durchzuführen hatte.
Nach einer Modernisierung des Ateliers 1882 inserierte Wilhelm Boppel in der Rems-Zeitung. Dabei legte er einen großen Wert darauf, sich nicht nur als fotografischer Handwerker, sondern auch als Künstler zu präsentieren:

„Hiermit erlaube ich mir mein neu erbautes art. photogr. Atelier angelegentlichst zu empfehlen. Dasselbe ist nach den neuesten Erfahrungen gebaut, hat vorzügliche Beleuchtung, elegante Einrichtung, so daß ich im Stande bin, mit jedem Geschäft einer Großstadt erfolgreich konkuriren zu können. Brustbilder bis zur Lebensgröße direkt nach der Natur, wie durch Vergrößerung nach Vorlagen unter Garantie der Ähnlichkeit. Bei Nachbestellung von Copien früherer Aufnahmen in Visit- und Kabinetformat auf Wunsch neue Aufnahmen (Kinder ausgenommen) gratis. Aufnahmen von Erwachsenen bei jeder Witterung, von Kindern jedoch nur bei gutem Wetter. Aufträge, die auf Weihnachten ihre Erledigung finden sollen, bitte ich alsbald an mich gelangen zu lassen. Hochachtend W. Boppel“

### Vervielfältigungstechniken
Nach 1887 versuchte Boppel sein Geschäft um mechanische Druck- und Vervielfältigungstechniken zu erweitern. Dazu beschaffte er sich eine lithographische Schnellpresse der Offenbacher Maschinenfabrik im Wert von 6500 Mark. Er beschaffte sich auch Anlagen für den Lichtdruck. Es ist anzunehmen, dass er einen Lithographen beschäftigte, der die Druckvorlagen vorbereiteten. Auch auf dem Gebiet des Lichtdrucks hatte er vermutlich Hilfspersonal. Seine wirkliche Stärke blieb nach wie vor die Porträtfotografie. Es ist deswegen nicht verwunderlich, dass er seine Druckereieinrichtung einige Jahre später, spätestens 1896 an seinen Schwager Carl Franz abstieß.
Mit seiner Frau hatte Wilhelm Boppel fünf Kinder, darunter drei Söhne. Nur einer davon, Alfred, wurde von dem Vater in der zweiten Hälfte der 1880er Jahre zum Fotografen ausgebildet und arbeitete danach mit ihm bis zu dessen Tod 1896 zusammen. Nach einem erfolgreichen Berufsleben hinterließ Wilhelm Boppel, der in Gmünd nie Bürgerrecht erwarb (und als Ausländer aus Baden zählte), ein geschätztes Aktivvermögen von 27000 Mark. Alfred Boppel führte danach das väterliche Geschäft fort.

## Bilder

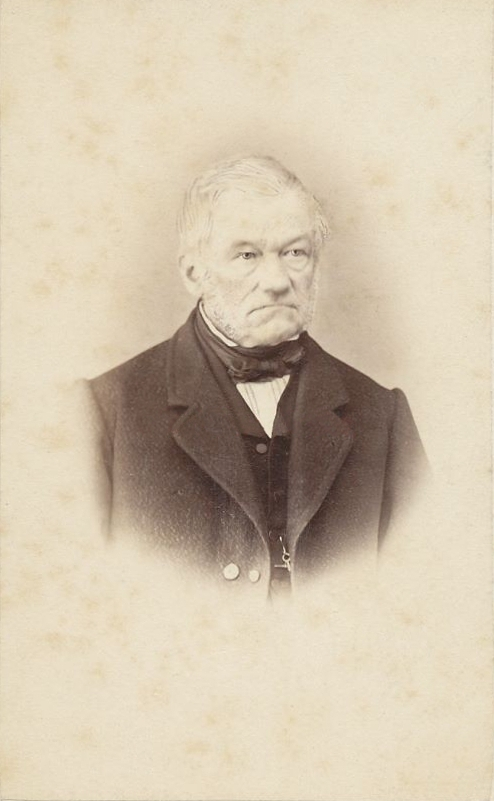
Oberamtsrichter in Heidenheim
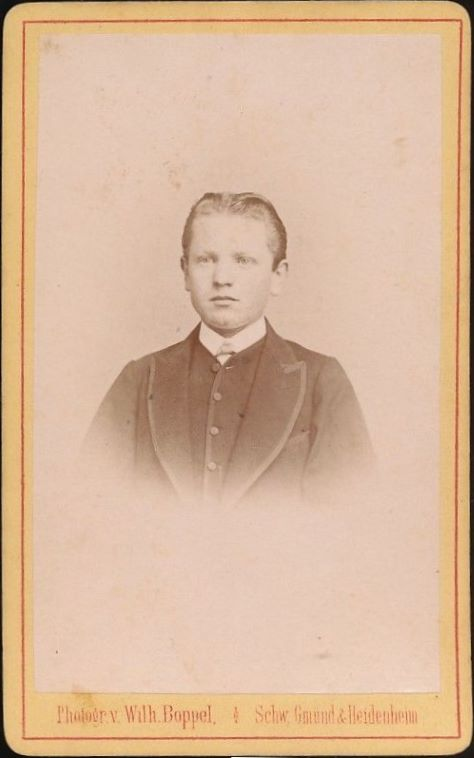
Junger Mann
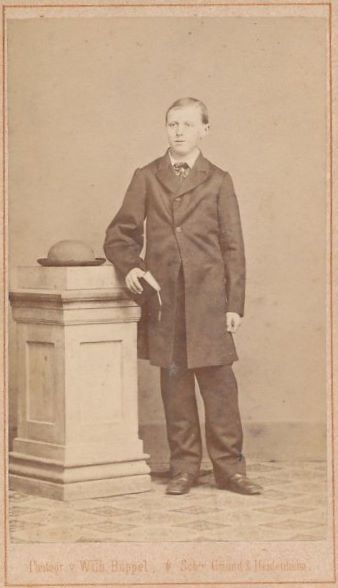
Junger Mann
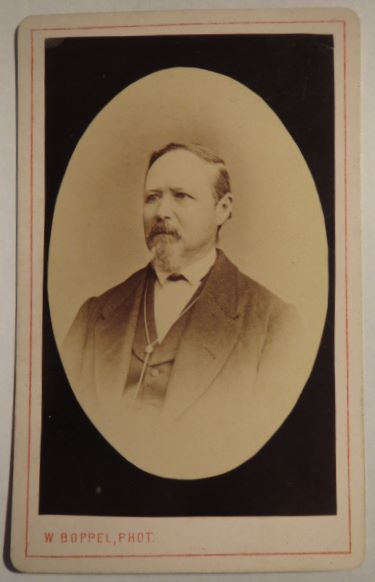
Bärtiger Mann
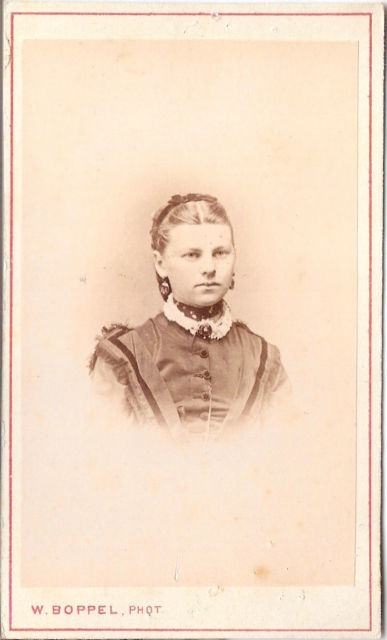
Damenporträt
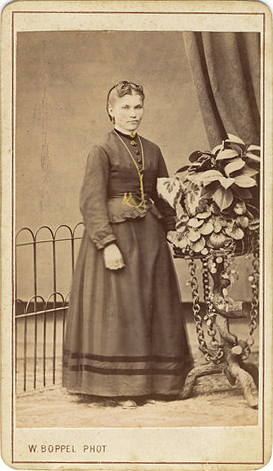
Stehende Frau mit Pflanzentisch
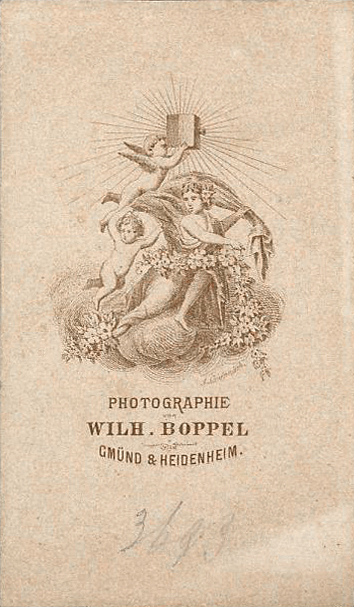
Rückseite eines Fotos